# Nexus S
Nexus S 4G (он же Nexus Two или Samsung Nexus S) — второй смартфон, разработанный Google. Он родственник 4-дюймового Samsung Galaxy S GT-I9000. Устройство производится южнокорейской компанией Samsung. Продажи телефона в США начались 16 декабря 2010 года. Это был первый смартфон, использующий операционную систему Android 2.3 «Gingerbread» и первое устройство, использующее технологию Near Field Communication (NFC) как на программном, так и на аппаратном уровне. Также этот смартфон является третьей попыткой компании Google произвести собственный продукт, первой и второй моделями соответственно были T-Mobile G1 (HTC Dream) и Nexus One, оба произведённые совместно с компанией HTC. Преемником этой модели стал смартфон Galaxy Nexus, также выпущенный совместно с компанией Samsung в ноябре 2011 года.
Смартфон Google Nexus S был выпущен в трёх модификациях для различных рынков — GT-I9020 (с экраном Super AMOLED), GT-I9023 (с экраном Super Clear LCD) и SPH-D720 (с поддержкой технологии WiMAX).
19 декабря 2011 компания Google опубликовала операционную систему Android 4.0 «Ice Cream Sandwich» для Nexus S.
В конце июля 2012 года компания Google опубликовала операционную систему Android 4.1 «Jelly Bean» для Nexus S. Жан-Батист Керю (Jean-Baptiste Queru), главный директор Google по технологиям AOSP, 14 ноября 2012 г. объявил, что второй телефон Nexus — Google Nexus S не будет обновлён до Android 4.2. Он останется на Android 4.1.2 Jelly Bean.

## История
Nexus S был продемонстрирован генеральным директором Google Эриком Шмидтом 15 ноября 2010 года на саммите Web 2.0. Google официально анонсировала телефон в своем блоге 6 декабря 2010 года. Телефон стал доступен для покупки 16 декабря в США и 22 декабря в Великобритании.
Версия телефона Super AMOLED — GT-I9020, основана на аппаратном обеспечении Samsung Galaxy S, основные аппаратные отличия которого заключаются в отсутствии поддержки SD-карты и добавлении чипа ближнего поля. Альтернативной версией телефона с SC-LCD (Super Clear LCD) является GT-I9023, предназначенная для европейского (не британского) рынка.
В мае 2011 года Sprint представила свой Nexus S в США. В отличие от версии GSM, Sprint Nexus работает в своей сети WiMax и использует CDMA вместо GSM.
Также в марте 2011 года Vodafone выпустила белую версию телефона в своем интернет-магазине в Великобритании.
В Соединенном Королевстве Nexus S продается в Carphone Warehouse и доступен в сетях Vodafone, O2, T-Mobile, 3 и Orange.
Во Франции он доступен через SFR и Bouygues Telecom.
В Индии Samsung официально объявила о продаже разблокированной версии с Super LCD экраном i9023, которая будет поддерживать все операторы GSM по всей стране.
В Канаде Nexus S стал доступен у большинства операторов в апреле 2011 года в двух версиях: одна для Telus, Bell и Rogers с частотами 3G 850/1900/2100 МГц, а другая для Wind/Mobility/Vidéotron с использованием частот 3G. 900/1700/2100.
В Австралии Nexus S стал доступен как в чёрном, так и в белом цвете. Он доступен на Vodafone и его виртуальном провайдере Crazy John’s.

## Внешний вид
На передней панели телефона расположен 4-дюймовый экран с изогнутым стеклом. На устройстве отсутствует трекбол и джойстик, их место занимают четыре сенсорные клавиши навигации. На задней панели расположена 5 Мп камера со вспышкой.

## Технические характеристики
Nexus S работает под управлением свободной операционной системы Android, он стал первым устройством, использующим Android 2.3 «Gingerbread», вторым после Galaxy Nexus c Android 4.0 «Ice Cream Sandwich», а 21 июля 2012 года получил обновление до Android 4.1.1 «Jelly Bean».
Для продаж в США телефон оснащается 4-дюймовым ёмкостным сенсорным WVGA AMOLED-дисплеем, в Европу же смартфон поставлялся с Super Clear LCD экраном. Смартфон имеет две камеры: 5 Мп на задней панели и VGA на передней. Аппарат не поддерживает карты памяти, но имеет 16 ГБ встроенной и ARM процессор Cortex A8 Samsung S5PC110 Hummingbird на 1 ГГц.
Nexus S может работать в сетях GSM и UMTS, а также оснащен модулями Wi-Fi, Bluetooth 2.1 и GPS с поддержкой A-GPS. Устройство также поддерживает технологию беспроводной связи NFC, позволяющую использовать смартфон для совершения микроплатежей.

## Название
Изначально устройство планировали назвать «Nexus Two», ведь он второй в линейке смартфонов от Google, однако Samsung заявила, что не любит быть под «номером 2», после чего в названии и появилась буква «S».

## Варианты
| Номер модели          | Заметные отличия                            |
| --------------------- | ------------------------------------------- |
| GT-I9020 or GT-I9020T | 900 / 1700 / 2100 MHz UMTS, Super AMOLED    |
| GT-I9020A             | 850 / 1900 / 2100 MHz UMTS, Super AMOLED    |
| GT-I9023              | 900 / 1700 / 2100 MHz UMTS, Super Clear LCD |
| SPH-D720              | CDMA2000, 4G WiMAX, Super AMOLED            |
| SHW-M200              | 900 / 1700 / 2100 MHz UMTS, Super AMOLED    |

## Интересные факты
- В магазине «Best Buy» в Сан-Карлосе, Калифорния был установлен 42-дюймовый прототип устройства, обладающий теми же функциями, что и оригинал[11].
- На официальном сайте заявляется, что телефон имеет изогнутый экран[12], на самом же деле изогнуто только стекло, а AMOLED-дисплей и сенсорная подложка плоские[13].
- Телефон используется в проекте NASA PhoneSat, в рамках программы Small Spacecraft Technology Program по созданию наноспутников с использованием немодифицированных коммерческих смартфонов и запуску таких спутников на низкую околоземную орбиту.

## Критический прием
Nexus S получил в основном положительный приём от пользователей. Джошуа Топольски в обзоре Engadget похвалил аппаратное и программное обеспечение устройств, заключив, что «правда в том, что это действительно лучшее устройство Android, доступное на данный момент».
Обзор The Register дал Nexus S оценку 85 % и охарактеризовал его как «крутое инновационное устройство, нацеленное на то, чтобы отобрать корону среди смартфонов Apple».
В обзоре AnandTech высоко оценили дисплей, считыватель тегов NFC и операционную систему Android Gingerbread, но отметили отсутствие записи видео 720p, основной полосы частот HSPA+ и поддержки внешнего хранилища. Обзор TechRadar похвалил Nexus S за исправление проблем с GPS, с которыми столкнулся Samsung Galaxy S: «Хорошая новость для тех, кто хочет обновиться с Samsung Galaxy S — проблемы с GPS были решены, поскольку теперь вы действительно можете получать сигнал. без проблем».
Обзор CNET был восторженным по поводу дисплея, операционной системы и производительности. CNET отметил отсутствие записи видео 720p, выхода HDMI и поддержки внешней (SD-карты) памяти. CNET также отметил «довольно хрупкое» ощущение телефона, отсутствие светодиодных уведомлений и несколько новых функций по сравнению с Nexus One.